# Friendly Floatees

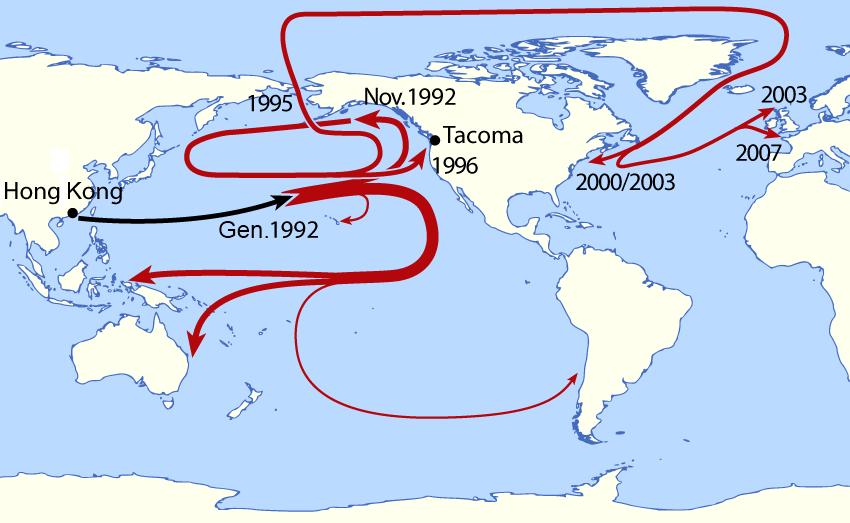
Il percorso intrapreso dalle Friendly Floatees.

Le Friendly Floatees (AFI: /ˈfrɛndli fləʊteːs/) sono giocattoli di gomma in forma di anatroccoli e di altri animali, prodotti dalla First Years Inc, resi famosi dalle loro peregrinazioni nei mari e negli oceani. Durante una tempesta, nel 1992, una nave perse tre container pieni di questi giocattoli e da allora le paperelle gialle, i castoretti rossi, le raganelle verdi e le tartarughe azzurre sono stati trasportati per migliaia di chilometri spinti dalle correnti marine.
La loro fama è dovuta anche al lavoro di Curtis Ebbesmeyer e James Ingraham, due oceanografi americani che iniziarono a seguire le paperelle con crescente interesse. Essi ne hanno infatti costantemente monitorato il percorso, arrivando così a tracciare la direzione delle correnti oceaniche: questo lavoro, inoltre, si è rivelato utile anche a predire i cambiamenti climatici del globo.

## Il viaggio delle Friendly Floatees

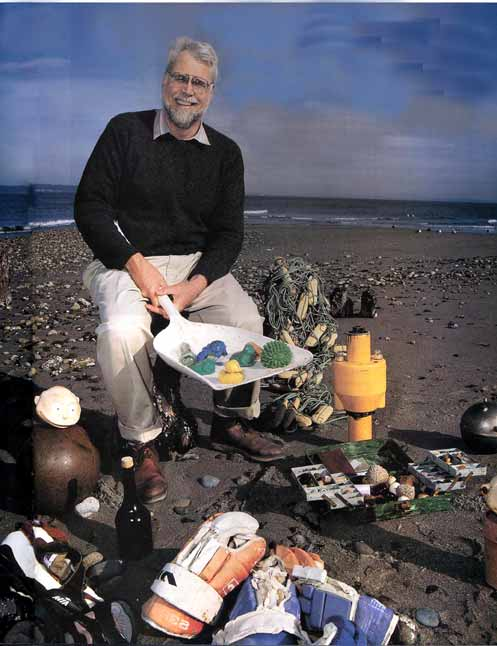
Curtis Ebbesmeyer mostra alcune Friendly Floatees.

### L'incidente
Numerosi container contenenti Friendly Floatees, prodotti in Cina, partirono da Hong Kong su una nave cargo (la Ever Laurel) diretta a Tacoma, negli Stati Uniti. Ben presto però ci fu un incidente: il 10 gennaio 1992, durante una violenta tempesta nel nord del Pacifico, la nave perse tre container, che liberarono in acqua il proprio carico: 28.000 Floatees, in numerose forme e colori (castori rossi, rane verdi, tartarughe blu e papere gialle).
Dopo l'incidente, i giocattoli si divisero in tre gruppi: il primo andò alla deriva verso l'Alaska, il secondo verso l'Oceania, mentre il terzo, dopo aver condiviso parte del viaggio col secondo gruppo, si sarebbe diretto verso il Cile. Il primo gruppo, dieci mesi dopo l'incidente, raggiunse le coste di Sitka, in Alaska, dove furono trovati il 16 novembre 1992 da Dean e Tyler Orbison. Si trattava di 111 giocattoli che avevano percorso circa 3200 km dal punto di partenza.

### Il monitoraggio
(Curtis Ebbesmeyer)
Nel frattempo due studiosi, Curtis Ebbesmeyer e James Ingraham, iniziarono a interessarsi alle Floatees per studiare le correnti marine, così contattarono i residenti di Sitka per avere maggiori informazioni. Furono scoperte altre venti Floatees il 28 novembre 1992, e poi altre ancora fino ad arrivare ad un totale, nell'agosto 1993, di circa 400 giocattoli in tutto il Golfo dell'Alaska (l'1,5% del totale). I movimenti delle Floatees furono registrati dal computer OSCUR (Ocean Surface Currents Simulation, Simulazione delle correnti della superficie oceanica). In questo modo fu possibile calcolare con precisione la velocità e la direzione del vento attraverso gli oceani, e di conseguenza anche le correnti oceaniche.

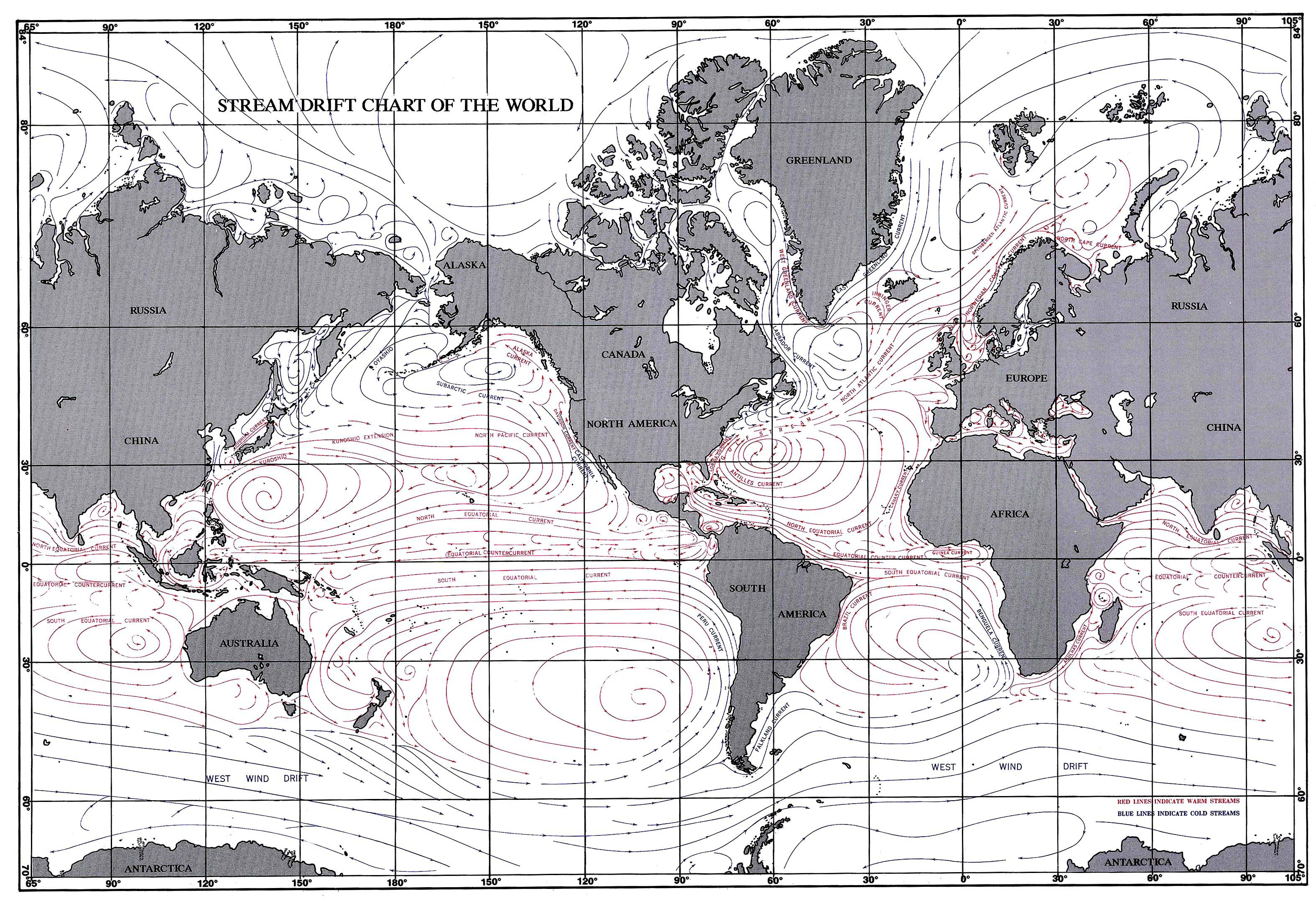
Le correnti marine del 2004.

Grazie a questi studi, gli oceanografi poterono correttamente prevedere gli avvicinamenti dei Floatees alle coste dello stato di Washington nel 1996. Poterono inoltre prevedere che molte delle Floatees, dopo aver girovagato tra l'Alaska ed il Giappone, si sarebbero dirette verso lo Stretto di Bering e di conseguenza verso i ghiacci del mar Glaciale Artico. Muovendosi lentamente fra la banchisa polare, fu previsto che i giocattoli, in cinque o sei anni, avrebbero raggiunto l'Oceano Atlantico.

### La fine del viaggio
Fra il luglio e il dicembre del 2003, la First Years Inc. mise una taglia di cento dollari sui giocattoli, per chiunque avesse trovato una Friendly Flotaees originale (ma solo in uno dei seguenti luoghi: Islanda, Canada o la Nuova Inghilterra negli Stati Uniti) e lo avesse mandato al quartier generale di Tacoma. Ciò aiutò a recuperare alcuni giocattoli nel 2004, ma molti di essi rimasero in mare, destinati, secondo le previsioni, a raggiungere le coste del Regno Unito.

### Le Friendly Floatees oggi
Sono stati scritti numerosi libri sull'argomento, sia di tipo narrativo che descrittivo, e l'avvenimento è stato perfino utilizzato nella pubblicità dell'automobile SEAT Toledo.
Le Friendly Floatees sono diventate veri e propri oggetti da collezionisti, raggiungendo prezzi come 740 euro o mille dollari, e (come già accennato) hanno inoltre aiutato gli scienziati nello studio delle correnti e dei cambiamenti climatici. Conferma il tutto Simon Boxall, dell'università di Southampton:
(Simon Boxall al Times)
L'avventura delle Friendly Floatees ha perfino ispirato la NASA ad utilizzare novanta paperelle di gomma per svelare le dinamiche con cui si vanno sciogliendo i ghiacci perenni della Groenlandia.

### Tributi alle papere
In onore alle papere di gomma della First Years Inc, numerosi artisti realizzarono delle papere di gomma molto grandi (aventi un'altezza superiore a 2,5 metri), soprannominate «Mamme Papere» (Mother Ducks), liberandole poi in un fiume.
L'olandese Florentijn Hofman, in occasione del Loire Estuary 2007, realizzò un'enorme papera di gomma alta 32 metri e larga 25. La papera, dopo essere stata varata nella Loira il 1º settembre 2007, è poi apparsa in molte altre città, ad esempio Osaka.
L'artista Marga Houtman creò una sua versione di «Mamma Papera» il 21 agosto 2007, dopo aver letto sul giornale del viaggio intrapreso dai giocattoli. La papera, larga 2,5 metri, fu creata prima che i giocattoli della First Years Inc. sbarcassero nel Regno Unito, con lo scopo di «darle un'ultima opportunità di cercare i piccoli».

## Cronologia
- 10 gennaio 1992 - Nell'oceano Pacifico una nave cargo rovescia un container dove sono contenuti più di 28.000 Friendly Floatees.
- Inizio del 1995 - I giocattoli impiegano tre anni per fare il giro del Pacifico, prima sfiorando l'Alaska, per poi raggiungere il Giappone e infine nuovamente l'Alaska.
- 1995-2000 - I giocattoli entrano nel mar Glaciale Artico attraversando lo Stretto di Bering. Lentamente, le Friendly Floatees si muovono verso est.
- 2000 - I giocattoli incominciano ad entrare nell'Atlantico. Si muovono verso sud e raggiungono le coste americane.
- 2001 - Le Floatees passano vicino al luogo dove naufragò il Titanic.[5]
- 2003 - La First Years Incorporation offre una somma di cento dollari per chi recupera una Friendly Floatee. Il giocattolo deve essere ritrovato soltanto in tre luoghi (Islanda, Canada o la zona della Nuova Inghilterra negli Stati Uniti) e deve essere mandato al quartier generale di Tacoma della First Years Inc. Il Regno Unito si prepara all'avvicinamento delle prime Floatees.
- 2007 Le Friendly Floatees arrivano in Cornovaglia.
- 21 agosto 2007 - Varata la Mamma papera di Marga Houtman lungo le coste della Cornovaglia.
- 1º settembre 2007 - Varata la Mamma papera dell'artista belga Florentijn Hofman sulla Loira.

### Videografia
- Video che riprende il gonfiamento della Mamma Papera di Florentijn Hofman.
- Duckumentary, il documentario di Marga Houtman e Patrick Gofre.
- Video che riprende le papere galleggiare vicino a un molo di un paese.
- Pubblicità della SEAT Toledo